# فريدي ميلتون
فريدي ميلتون (بالدنماركية: Freddy Milton)‏ هو كاتب سيناريو ورسام توضيحي ورسام كارتون وكاتب دنماركي، ولد في 18 أبريل 1948 في فيبورغ في الدنمارك.

## وصلات خارجية
- الموقع الرسمي